# 멜템 카프탄
멜템 카프탄(Meltem Kaptan, 1980년 7월 8일 ~ )은 독일의 배우이다. 제72회 베를린 영화제(2022년) 은곰상 주연상 수상자이다.